# Bonluck Bus
CHTC Bonluck Bus Co., Ltd., que se comercializa como Bonluck Bus, es un fabricante de autobuses con sede en Nanchang, Jiangxi, China. Es una empresa de propiedad estatal y desde 2010 forma parte del conglomerado CHTC. Bonluck puede construir hasta 5,000 autobuses y autocares al año. Los autobuses se han vendido en todo el mundo, incluidos Australia, Europa, y América.

## Modelos

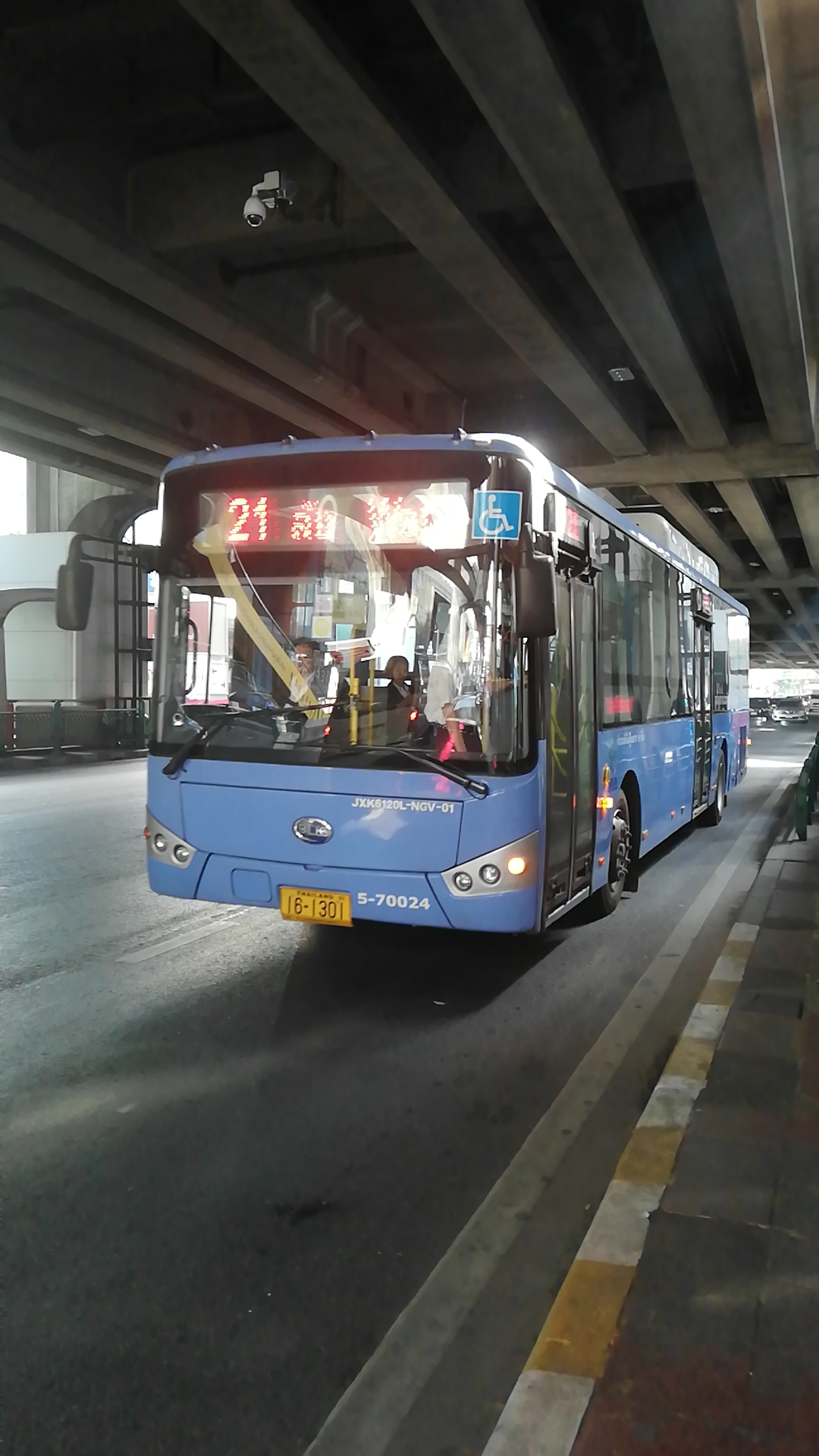

- Autobús Bonluck JXK6840
- Autocar Bonluck JXK6145XR
- Autocar Bonluck JXK6128CR
- Autocar Bonluck JXK6960CR
- Autocar Bonluck JXK6850CR
- Autocar Bonluck JXK6790CR
- Autocar Bonluck JXK6137
- Autocar Bonluck JXK6850DR
- Autocar Bonluck JXK6105DR
- Autocar Bonluck JXK6127DR
- Autocar Bonluck JXK6126XR
- Autobús urbano Bonluck JXK6960G
- Autobús urbano Bonluck JXK6116
- Autobús urbano Bonluck JXK6120
- Autobús eléctrico Bonluck JXK6601
- Autocaravana de lujo Bonluck
- Autocaravana Bonluck JXK6105